# Álvaro Fernandes (militar de Abril)
Álvaro Henrique Fernandes (Luanda, Colónia de Angola (Angola), 28 de janeiro de 1943 - 06 de maio de 2018) foi um dos operacionais do 25 de Abril de 1974. Em 1975 entregou cerca de 1000 espingardas G3 a Isabel do Carmo e Carlos Antunes, do Partido Revolucionário do Proletariado/Brigadas Revolucionárias (PRP/BR), tendo posteriormente fugido para Paris.

## Pós-25 de Abril
Em 1975 viria a ser um dos militares próximos da facção de Otelo Saraiva de Carvalho.[carece de fontes?]
Em resposta ao Documento dos Nove ou Documento Melo Antunes participa na redação do documento “Autocrítica revolucionária do Copcon/Proposta de trabalho para um programa político” também conhecido como "Documento COPCON". Este documento redigido pelo Major Mário Tomé propunha ”um modelo assente no poder popular basista”.
No início de setembro de 1975, em pleno ‘verão quente’, Saraiva de Carvalho incumbiu-o de “distribuir, por diversas unidades de Lisboa, parte do armamento recém-vindo do Ultramar e então armazenado no DMG-Beirolas”. No dia 10 de setembro de 1975, Álvaro Fernandes entrega a Isabel do Carmo e Carlos Antunes, do Partido Revolucionário do Proletariado/Brigadas Revolucionárias (PRP/BR), cerca de 1000 espingardas G3. Quando confrontado, Saraiva de Carvalho afirmou: "Sei pelo menos que as armas se encontram à esquerda e isso é uma satisfação muito grande. Se elas se encontrassem à direita, é que era perigoso. Como se encontram à esquerda, para mim estão em boas mãos".
Foi um dos fundadores da Frente de Unidade Revolucionária.
Em consequência da entrega de armas, fugiria para Paris tendo-se declarado desertor do Exército Português. Voltou para Portugal em 1978, tendo estado preso durante seis meses. Foi reintegrado no Exército Português em 1983.

## Vida pessoal
Foi casado com Maria José Chaleira Fernandes. Vivia em Cascais.

## Obras
- Portugal nem tudo está perdido (1976)[2]
- Berços de renda Enxergas de trapo (1981)[2]
- Kianda o rio da sede (1996)[2]
- Testemunhas de um País Novo (2003)[2]